# Cercami nel cuore della gente
Cercami nel cuore della gente è un album del cantante italiano Al Bano pubblicato nel 2007 in occasione della sua partecipazione al Festival di Sanremo 2007 con la canzone Nel perdono il cui testo è scritto da Renato Zero e classificata al secondo posto. Il CD contiene inediti e nuove registrazioni di vecchi brani meno noti. Roma, 2 aprile, 2005 è dedicata a Papa Giovanni Paolo II. L'ultimo brano è una cover di Ave Maria tratta dal repertorio di Renato Zero.

## Tracce
1. Nel perdono – 3:45 (Renato Zero, Vincenzo Incenzo, Alterisio Paoletti, Yari Carrisi)
2. C'est la vie – 3:10 (Albano Carrisi, Vincenzo Incenzo)
3. Abbracciami – 3:46 (Albano Carrisi, Andrea Lo Vecchio)
4. E se tornerà – 3:32 (Albano Carrisi, Leandro Morelli)
5. Coraggio e vai – 3:42 (Albano Carrisi, Alterisio Paoletti, Giuseppe Giacovazzo)
6. Mai, mai, mai – 4:04 (Albano Carrisi)
7. Roma, 2 aprile, 2005 – 3:44 (Albano Carrisi, Maurizio Fabrizio, Andrea Lo Vecchio)
8. I fiori del tempo – 3:50 (Albano Carrisi, Pino Massara, Pino Aprile)
9. Era casa mia – 4:30 (Albano Carrisi, Cristiano Minellono)
10. Finché vivrò – 4:02 (Dario Baldan Bembo, Albano Carrisi, Fabrizio Berlincioni)
11. Il mestiere di vivere – 3:53 (Carmelo Carucci, Paolo Limiti)
12. Ave Maria – 5:43 (Renato Zero, Renato Serio) – Il brano "Ave Maria" dura 4:35. A partire dal minuto 4:43 inizia una traccia fantasma: si tratta di un brano eseguito al pianoforte dal vivo, nel quale viene pronunciato il titolo del disco (Cercami nel cuore della gente).

Durata totale: 47:41

## Formazione
- Al Bano – voce
- Adriano Martino – chitarra
- Yari Carrisi – percussioni, chitarra
- Alterisio Paoletti – tastiera
- Roberto Gallinelli – basso
- Maurizio Dei Lazzaretti – batteria
- Gianfranco Campagnoli – tromba
- Francesco Izzo – trombone
- Umberto Aucone – sax
- Alex Zuccaro, Tommaso Zuccaro, Anna Tommasi, Elena De Salve, Giusy Colì, Nevila Matja – cori

## Classifiche
| Classifica | Posizione |
| ---------- | --------- |
| Italia     | 65        |